# Soul to Squeeze
Soul to Squeeze е сингъл на американската фънк рок група Ред Хот Чили Пепърс. Песента е записана по време на съставянето на албума Blood Sugar Sex Magik, но не е включена в него, а в саундтрака на филма Coneheads.
Сингълът постига неочакван успех след като се изкачва до номер едно в класацията U.S. Modern Rock Tracks. В него се пее за депресията и безднадеждността и как любовта на близките хора в тези ситуации е много важна.
Видеоклипът към песента е режисиран от Кевин Керслейк и представя Чад Смит и Флий в обикновен цирк.